# If This Is It
"If This Is It" är en sång inspelad av Huey Lewis and the News. Den blev fjärde singel ut från albumet Sports 1984, och blev deras femte top 10-hit och tredje raka sexa på Billboard Hot 100. Den nådde också femteplatsen på Adult Contemporary-listan, och blev deras första hitsingel i Storbritannien, där den nådde topplaceringen #39.
Musikvideon spelade in vid Santa Cruz Beach Boardwalk där bandmedlemmarna ser ut att ligga begravda upp till huvudet Bandet medverkade också i filmen Amazon Women on the Moon, där de förvalskade videon.
Den kanadensiska TV-serien Degrassi: The Next Generation, känd för att namnge sina avsnitt efter ett avsnitt från en sång som blev en hit under 1980-talet. 

## Listplacering
| Lista (1984)                             | Topplacering |
| ---------------------------------------- | ------------ |
| Amerikanska Billboard Hot 100            | 6            |
| Amerikanska Billboard Adult Contemporary | 5            |
| Amerikanska Billboard Top Rock Tracks    | 19           |
| Brittiska singellistan                   | 39           |

## Coverversioner
Kikki Danielsson tolkade 1985 låten på albumet Bra vibrationer som "Om det är så", med text på svenska av Monica Forsberg. 

### Fotnoter
1. 1 2 3  ”Arkiverade kopian”. Arkiverad från originalet den 18 juni 2009. https://web.archive.org/web/20090618163528/http://www.hln.org/index.php?title=Chart_Success_Summary. Läst 25 april 2009.
2. ↑  ”Arkiverade kopian”. Arkiverad från originalet den 21 juni 2010. https://web.archive.org/web/20100621211051/http://www.hln.org/index.php?title=8503.html. Läst 20 mars 2009.
3. ↑  ”TV.com”. Arkiverad från originalet den 25 maj 2012. http://archive.is/2012.05.25-145916/http://www.tv.com/shows/degrassi-the-next-generation/if-this-is-it-1150720/. Läst 21 april 2011.
4. ↑  ”Arkiverade kopian”. Arkiverad från originalet den 13 september 2008. https://web.archive.org/web/20080913103452/http://www.everyhit.com/. Läst 20 juli 2008.
5. ↑  Information i Svensk mediedatabas.